# Kościół Caroli w Borås
Kościół Caroli (szw. Caroli kyrka) – luterańska świątynia znajdująca się w szwedzkim mieście Borås. Siedziba parafii Borås Caroli należącej do diecezji Skary.

## Historia
Prawdopodobnie w tym miejscu stał drewniany kościół klepkowy. W XIII na jego miejscu wzniesiono romańską, kamienną świątynię. W 1621 założono miasto Borås, a 1661 rozpoczęto budowę nowego kościoła parafialnego, konsekrowanego w 1669. W roku 1681, w którym miano zakończyć budowę wieży, budynek został zniszczony przez pożar. Odbudowano go w 1690 roku. Kolejne pożary miały miejsce w latach 1727 i 1822. W 1827 kościół uniknął zniszczenia podczas wielkiego pożaru miasta. W 1856 podwyższono wieżę i przykryto ją obecnym hełmem, a w 1905 świątyni nadano obecną nazwę na cześć króla Karola XI. Budynek przebudowano w latach 1912–1914 wg. projektu Karla Berlina, a w latach 1914–1915 powstały dekoracje malarskie autorstwa Filipa Månssona. Między 1938 a 1940 rokiem wymieniono strop oraz dobudowano zakrystię projektu Sigfrida Ericsona. W latach 1982–1983 zainstalowano nowy, wolno stojący ołtarz oraz przeniesiono chrzcielnicę bliżej wiernych, a za ołtarzem ulokowano nową zakrystię.

## Architektura i wyposażenie
Kościół reprezentuje tzw. styl karoliński, różniący się od typowej architektury barokowej. W skład wyposażenia wchodzą:
- XV-wieczny kielich ze złoconego srebra, zrabowany z Torunia i podarowany tutejszemu proboszczowi przez króla Karola XII,
- ołtarz główny z lat 1839–1840 autorstwa Johannesa Anderssona i Mjöbäcka,
- ambona projektu Sigfrida Ericsona z 1916,
- chrzcielnica projektu Sigfrida Ericsona z 1919,
- organy z lat 1968–1970 z warsztatu Hammarbergs Orgelbyggeri AB, z zachowanym prospektem z 1824 roku,
- tablica pamiątkowa poświęcona Birgerowi Forellowi,
- miniatura kościoła w formie domku dla lalek[1][2][3].

## Galeria

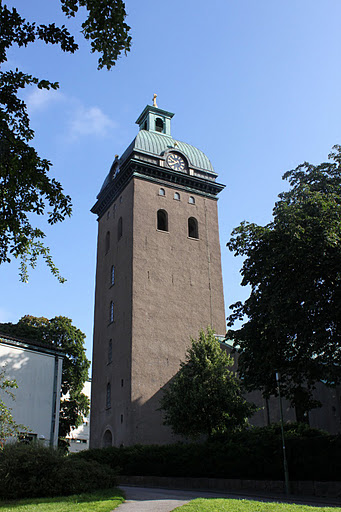
Wieża
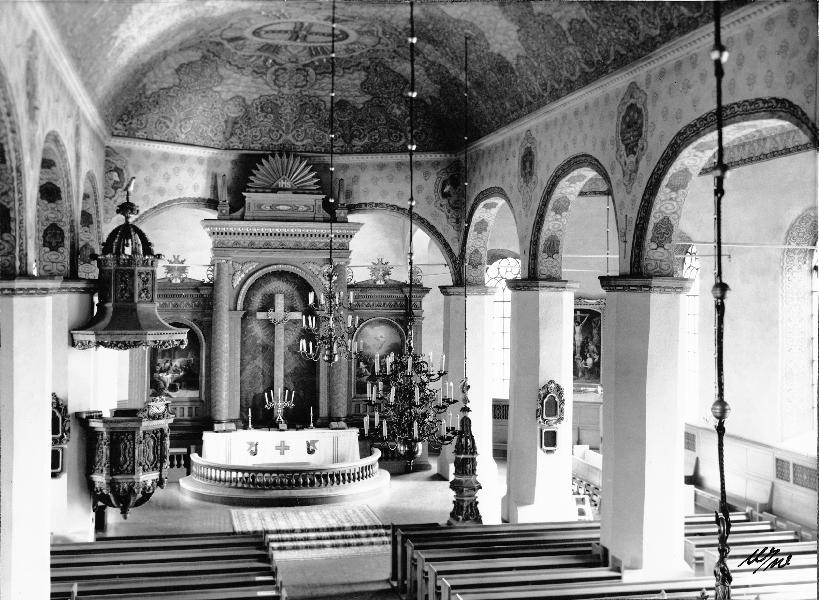
Wnętrze w 1960
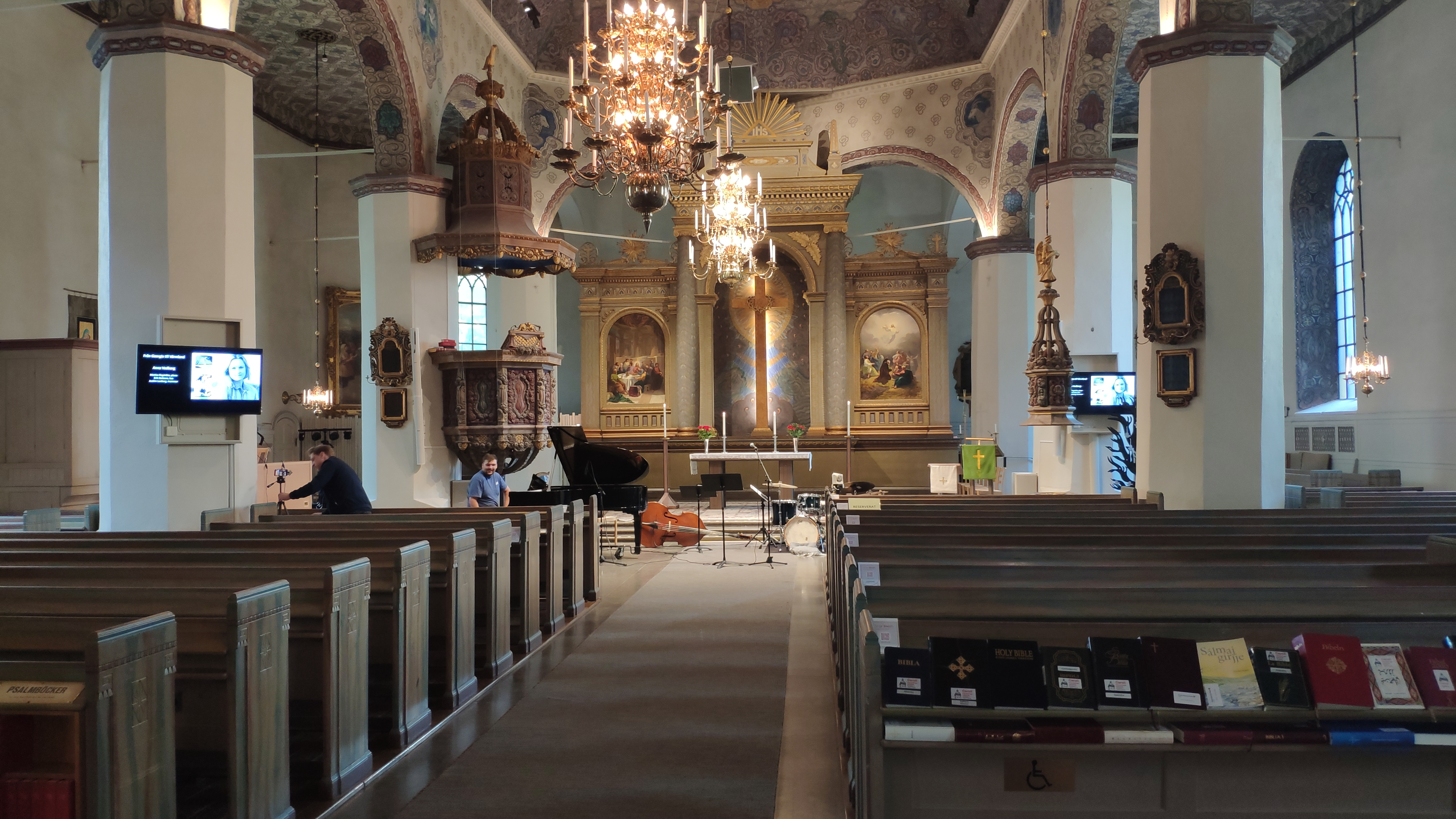
Wnętrze w 2023
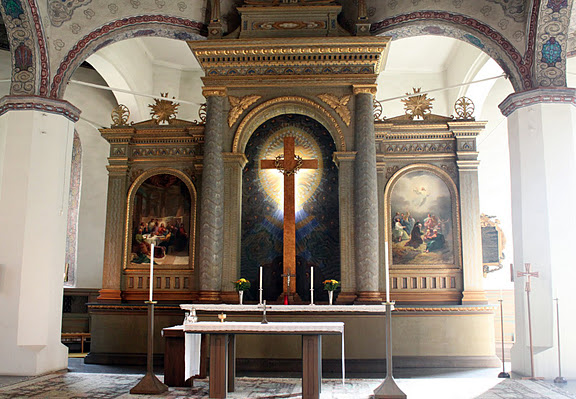
Ołtarz główny
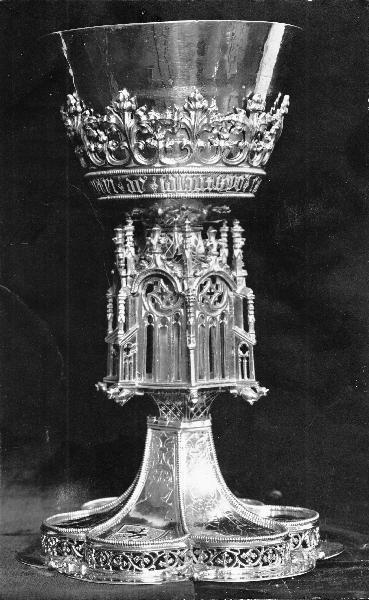
XV-wieczny kielich
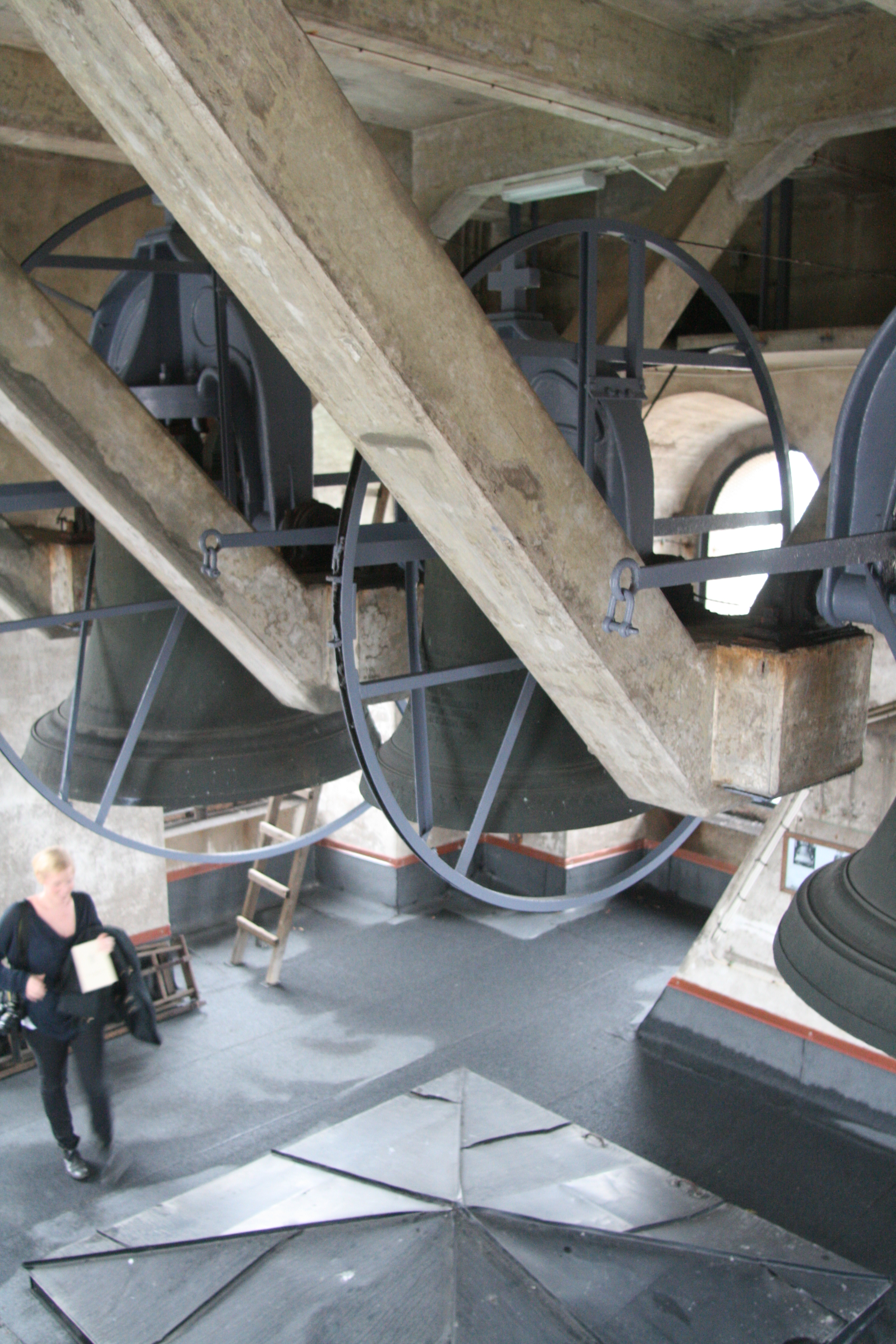
Dzwony